# Hank Nichols
Henry Nichols, detto Hank (Niagara Falls, 20 luglio 1936), è un arbitro di pallacanestro statunitense, membro del Naismith Memorial Basketball Hall of Fame dal 2012.
In carriera ha diretto in 10 Final Four del Campionato NCAA, e in 6 occasioni è stato l'arbitro della finale.
È stato presente ai Giochi di Los Angeles 1984 (ha arbitrato anche la finale per il 3º e 4º posto) e di Montréal 1976. È inoltre l'unico arbitro ad aver diretto nella stessa stagione sia nel National Invitation Tournament, sia in NCAA.
Nel 1986 è stato nominato coordinatore degli arbitri NCAA; è rimasto in carica fino al 2008.